# Nombre de Fourier
Le nombre de Fourier (Fo) est un nombre sans dimension utilisé couramment en transfert thermique.
Ce nombre porte le nom de Joseph Fourier, mathématicien et physicien français. Il est désigné par la lettre grecque τ, ou par Fo.
Son expression est :
{\displaystyle Fo={\frac {\alpha t}{L^{2}}}}
avec :
- α - Diffusivité thermique (m2·s-1)
- t - Temps auquel on veut calculer le nombre de Fourier (s)
- L - Longueur caractéristique (m)

La longueur caractéristique est calculée de la manière suivante :
{\displaystyle L={\frac {V}{S}}}
avec :
- V - Volume du corps étudié (en mètre cube)
- S - Surface d'échange (en mètre carré)

Le nombre de Fourier est utilisé au cours de problèmes où l'on souhaite étudier un corps placé dans un milieu de température différente. Il caractérise la part du flux de chaleur qui est transmise au corps à un instant donné (à un temps t) par rapport à la chaleur stockée par ce corps.
Physiquement, plus le nombre de Fourier est grand, plus la chaleur pénètre profondément à l'intérieur du corps en un temps donné.